# Agrotis wittmeri
Agrotis wittmeri är en fjärilsart som beskrevs av Köhler 1958. Agrotis wittmeri ingår i släktet Agrotis och familjen nattflyn. Inga underarter finns listade i Catalogue of Life.